# 東京ベイサイド日本語学校
東京ベイサイド日本語学校（とうきょうベイサイドにほんごがっこう）は、東京都江戸川区平井にある日本語学校。運営は株式会社ワールドネットが行っている。主に海外からの留学生を受け入れており、中国、ネパール、バングラディッシュ、ミャンマー、ベトナム、モンゴルなどの学生。日本語教育振興協会認定校。グループ校としてLIC国際学院(東京都台東区上野)、上野法科ビジネス専門学校(千葉県蘇我市)、上野法律専門学校(岩手県盛岡市)がある。

## 所在地
東京都江戸川区平井3-23-24
JR平井駅南口から徒歩3分。